# Aurkjosen
Der Aurkjosen ist ein größtenteils eisfreier, von einigen alten Moränen gekennzeichneter Talkessel im ostantarktischen Königin-Maud-Land. Er liegt an der Ostseite des Untersees im Otto-von-Gruber-Gebirge des Wohlthatmassivs.
Entdeckt und anhand von Luftaufnahmen kartiert wurde der Kessel bei der Deutschen Antarktischen Expedition (1938–1939) unter der Leitung Alfred Ritschers. Eine neuerliche Kartierung erfolgte bei der Dritten Norwegischen Antarktisexpedition (1956–1960). Sein norwegischer Name bedeutet ins Deutsche übersetzt „Geröllkehle“.